# MTG
Denna artikel handlar om Modern Times Group.  Se också Motorbranschens Tekniska Gymnasium.
Modern Times Group MTG AB är ett svenskt medieföretag som ingår i Kinneviksfären med fokus på onlinespel och digital undehållning, exempelvis genom varumärkena Dreamhack och Innogames. 
Fram tills att dess tv-segment avknoppades under 2018 som Nordic Entertainment Group, ägde MTG bland annat Viasat och därigenom TV3, sportkanaler och filmkanaler. Företaget har dotterbolag i flera europeiska länder, bland annat Norge, Danmark, Finland och Polen.
Under IT-bubblan vid millennieskiftet drev MTG webbportalen Everyday.com, numera nedlagd. År 2006 såldes Brombergs bokförlag. År 2013 köpte MTG Youtube-nätverket Splay.
1 juli 2015 köpte MTG 74% av ESL (Electronic Sports League), en av världens största anordnare av e-sportturneringar. Affären kostade 720 miljoner kronor.
I augusti 2015 presenterades ett sparpaket som innebär att totalt 300 tjänster i Storbritannien, Sverige, Danmark och Norge försvinner.
12 november 2015 gjorde MTG ännu en affär i e-sportvärlden och köpte världens största datorfestival Dreamhack för motsvarande 244 miljoner kronor.
Efter att fusionen mellan MTG och TDC A/S inte gick igenom, avknoppades TV-, radio- och studiodelen till Nordic Entertainment Group.

## Affärsområden

### Online
- Zoomin.tv
- Engage Digital Partners

### E-sport
- Dreamhack (som driver Dreamhack Open och Dreamhack masters)
- Turtle Entertainment GmbH (som äger ESL och Intel Extreme Masters)
- Kongregate
- Innogames
- EsportsTV (i samarbete med Viasat)

### Investeringar
- BITKRAFT
- Blitz Esports
- Runtime
- Phoenix Labs
- Volley
- Play Venture
- Nomadic
- AppOnboard
- Playfull
- Mobcrush
- Boom Esports

## CR-arbete
- Playing for Change

## Samarbete med högskolor och universitet
Företaget är en av medlemmarna, benämnda Partners, i Handelshögskolan i Stockholms partnerprogram för företag som bidrar finansiellt till högskolan och nära samarbetar med den vad gäller forskning och utbildning.